# Rurart
Rurart est un dispositif culturel en milieu rural existant depuis 1988 et créé à l'initiative d'enseignants d'éducation socioculturelle. Rurart dépend du ministère de l'Agriculture et est situé sur le site de l'agricampus Poitiers-Venours dans la Vienne (86).
Art contemporain, pratiques numériques, actions culturelles, création et éducation, constituent le socle du projet artistique et de médiation du centre d'art. Les actions développées par Rurart concernent l'art contemporain, les pratiques numériques, l'action culturelle et touchent les domaines de la formation, de la création et de la diffusion. Il mène un travail de présentation des scènes artistiques émergentes qui ont en commun d'interroger nos perceptions d'un monde en mutation en lien avec l'environnement. 

## Présentation des enjeux
Art contemporain, expositions de créations, résidences artistiques, actions cultu-relles, médiation et éducation, constituent le socle du projet artistique de Rurart. Le centre d’art mène un travail de présentation des scènes artistiques émergentes qui ont en commun d’interroger nos perceptions d’un monde en mutation en lien avec l’environnement et le vivant. 
Rurart, un centre d’art contemporain
Inauguré en 1995, Rurart est un lieu unique en France, car il est le seul centre d’art contemporain sous la tutelle du ministère de l’Agriculture. Son implantation singulière au sein d’un lycée agricole encourage le développement d’actions spécifiques auprès des populations éloignées des lieux de diffusion de l’art. Le centre d’art produit plusieurs expositions par an, qui font l´objet d’un important travail pédagogique avec les publics scolaires. Rurart soutient la création contemporaine par le biais de commandes de création et a ainsi présenté des œuvres de Michel Blazy, Eva Kotatkova, Eduardo Kac, Koen Vanmechlen, Stéphane Tidet, Julie C.Fortier, Nicolas Tubéry, Sarah Trouche, Jérémy Gobé, Edi Dubien, etc.
Rurart, un espace de ressources
C’est un centre de ressources, de médiations, de rencontres et de pratiques autour des champs de création de l'art contemporain et de l'enjeu environnemental, l'écologie, l'anthropocène et l'esthétisation de la Nature. Ainsi, Rurart propose des ateliers ouverts à tous les publics (jeunes, moins jeunes, publics spécifiques), des formations, de l’initiation ou encore de l’accompagnement personnalisé avec une philosophie, celle de rendre les usagers plus ouverts et plus curieux aux réflexions et recherches contemporaines.
Rurart, un réseau régional d’actions culturelles
Au cœur des enjeux liés à l’animation des territoires, l’enseignement agricole s’appuie sur sa spécificité et sur une discipline unique, l’éducation socioculturelle. Rurart joue un rôle majeur en matière d’actions culturelles en milieu rural. Le centre d'art s'ouvre en tant qu'outil pédagogique pour les professeurs d’éducation socioculturelle des lycées agricoles publics de la Région Nouvelle-Aquitaine. Aussi, Rurart propose aux enseignants une offre de formations en arts visuels et d'échange autour des politiques culturelles. 
Rurart est un lieu culturel sous la tutelle du ministère de l’Agriculture et de la Souveraineté alimentaire. Il est soutenu par le ministère de l’Agriculture et de l’Alimentation, le ministère de la Culture, la région Nouvelle-Aquitaine, le département de la Vienne, la communauté urbaine Grand Poitiers et la commune de Rouillé. Rurart est membre de ASTRE : réseau arts plastiques et visuels en Nouvelle-Aquitaine.

## Expositions
- d'avril 2025 à juin 2025 : Tête-Corps-Coeur, de Chloé Dugit-Gros.
- d'octobre 2024 à décembre 2024 : L'enracinement, chap.1, j'ai mille et une raisons de vous dire cela ; Princia Itoua, Makeda Giron, Sybille du Haÿs et Anaïs Marion.
- d'avril 2024 à juin 2024 : Peuple Sauvage IV, Julien Salaud
- de novembre 2023 à décembre 2023 : Balai masques, Florian de la Salle
- de mars 2023 à juin 2023 : Sans mémoire : Edi Dubien
- d'octobre 2022 à décembre 2022 : Qui nous a donné l'éponge pour effacer l'horizon? Chap.2 : Barbara Kairos et Ladislas Combeuil
- de mars 2022 à juin 2022 : Dans les sols, l'avenir peut-être - Small Beings : Jérémy Gobé et Julie Rousse
- de novembre 2021 à février 2022 : Avec la conscience qu'elle ne peut poursuivre sur le chemin des Vivants, elle prend la décision de le quitter. : Sarah Trouche
- de mai 2021 à juillet 2021 : Les écotones, le musée des petits oiseaux : Antoni Abad, Frédérique Aït-Touati, Jean Amado, Jean-Luc André, Benjamin Arnault, Maxime Aumon, Aurélien Bambagioni, Louis Bec, Victor Burgin, Cairn, Marion Delarue, Marc Deneyer, Programme EMA, ENDA, Gallica, Paul-Armand Gette, Gérard Hauray, Florian Houssais et Camille Riverti, Manuel Houssais, Monique Hervo, Bastien Massé, Hugues Micol, Xavier Lambours, Rainier Lericolais, Olats, Ubuweb, Paul Valéry, Marc Vaux
- d'octobre 2020 à décembre 2020 : Jorn de fièra : Nicolas Tubéry
- d'octobre 2019 à décembre 2019 : C'est arrivé demain, le retour : Beb-Deum, Mathieu Bablet, Marion Montaigne, Denis Bajram, Nyktalop Mélodie, Institut de recherche Xlim, Studio Nyx et Philippe Boisnard
- de mars 2019 à juin 2019 : La revanche des oiseaux : Julie C. Fortier
- de janvier 2019 à février 2019 : Usted està aquí : Fernanda Sànchez-Paredes
- d'octobre 2018 à décembre 2018 : Air Glacière : Franck Dubois et Benoit Pierre
- de juin 2018 à juillet 2018 : Sans titre (Le refuge) : Stéphane Thidet
- de novembre 2016 à février 2017 : Eternal September : Thibault Brunet, Julien Précieux, Guillaume Greff, Harun Farocki
- d'octobre 2015 à décembre 2015 : This is Major Tom to Ground Control : Véronique Béland
- de mai 2015 à juin 2015 : La Visite des Lycéens : Jérôme Mulot et Florent Ruppert
- de février 2015 à avril 2015 : La Drogue : David Evrard
- de octobre 2014 à décembre 2014 : Never Green : Koen Vanmechelen
- de juin 2014 à juillet 2014 : Helix : Vincent Genco, André Guiboux et Moussa Sarr
- de janvier 2014 à avril 2014 : i- : Jeremy Hutchison
- de novembre 2013 à décembre 2013 : Versus : David Letellier
- de mai 2013 à juillet 2013 : Avis de tempête : Studio 21bis
- de février 2013 à mai 2013 : Unlearning instincts : Eva Koťátková
- d'octobre 2012 à décembre 2012 : Continuum : Cécile Beau, Nicolas Montgermont
- de mai 2012 à juin 2012 : Écritures de lumière, 15 jeunes photographes
- de février 2012 à avril 2012 : Mehdusine, Cédric Tanguy
- d'octobre 2011 à décembre 2011 : Outre-vivant, Martin uit den Bogaard
- de mai 2011 à juillet 2011 : No global tour, Santiago Sierra
- de mars 2011 à mai 2011 : La part animale, Art orienté objet
- de septembre 2010 à décembre 2010 : Le meilleur des mondes, Olga Kisseleva
- de juin 2010 à août 2010 : Rumeur, Catherine Baÿ
- de janvier 2010 à avril 2010 : Ex croissance, Michel Blazy
- d'octobre 2009 à décembre 2009 : Histoire naturelle de l'Énigme, Eduardo Kac
- d'avril 2009 à août 2009 : Pourquoi travailler ?, Edward Burtynsky, Claude Closky, Fabrice Cotinat, Wim Delvoye, Véronique Ellena, Simon Jacquard, Moolinex
- de novembre 2008 à février 2009 : O, Rafaella Spagna, Andrea Caretto, Edmond Couchot, Michel Bret
- de juillet 2008 à octobre 2008 : 100 jours, Les yeux d'Izo
- d'avril 2008 à juin 2008 : Les bêtes humaines, Pascal Bernier
- de novembre 2007 à février 2008 : Hors sol, Béatrice de Fays, Hervé Jolly
- de juillet 2007 à septembre 2007 : Points de vue, Marie Bourget, Michel Dector-Michel Dupuy, Rodney Graham, Pierre Huyghe, Joachim Mogarra, Bruno Peinado, Hermann Pitz, Daniel Schlier, Patrick Tosani
- de mars 2007 à juin 2007 : Playtime, Fur, Kolkoz, Martin Le Chevallier
- d'octobre 2006 à janvier 2007 : Le jardin des délices, Slimane Raïs
- de juillet 2006 à août 2006 : Prochain arrêt, Alexis Chadefaue, Amélie Pineau, Angèle Villeneuve, Annabelle Lourenço, Anne-Laure Bernatets, Clémence Brunet, Cyprien Nozières, Hervé Jolly, Janick Rivaud
- de mars 2006 à juin 2006 : Circulez, il n'y a rien à voir, Ann Veronica Janssens, James Turrell, Sabrina Montiel-Soto
- de juin 2005 à décembre 2005 : Cheikhou Bâ, Cheikhou Bâ
- de février 2005 à mai 2005 : Bis repetita placent, Carl Andre, Francis Baudevin, Étienne Bossut, Claude Closky, Trisha Donnelly, Hans-Peter Feldmann, Jean-Louis, Garnell, Michel Gondry, Jim Isermann, Pierre Joseph, Claude Lévêque, Urs Luthi, Didier Marcel, Josef Robakowski, Allen Ruppersberg, Pierrick Sorin, Niele Toroni, Patrick Tosani, Andy Warhol
- de juin 2004 à janvier 2005 : Mémoires de terre, Jephan de Villiers, Eric la Casa
- de mars 2003 à mars 2004 : Territoires nomades, Christian Lapie, Erik Samakh, Andy Goldsworthy, Jaume Plensa, Antony Gormley
- 2002 : Territoires partagés, Georges Rousse, Kyoko Ibe
- 2001 : Terre d'empreinte, Sénégal, Ibrahima Kébé, Serigne M'baye Camara, Seni Camara, Viyé Diba
- 2000 : Messagers de la terre, Nicolas Alquin, Enzo Appruzzese, Jack Beng Thi, Ernest Breleur, Serigne M'Baye Camara, Gaston Chaissac, François Davin, Françoise Dupré, El Anatsui, Daniel Fauville, René Frese, Peter Griffen, Monique Le Houelleur, Loït Joekalda, Frans Karjcberg, Karin Lambrecht, Zulema Maza, Mister Imagination (Grégory Warmack), Nazareth Pacheco, Bernardi Roig, Jean-Michel Solvès, Tan Truong, Jephan de Villiers, Zhang Xiaogang
- 1998 : Terres d'ici et d'ailleurs, Ousmane Sow, Charles Simonds
- 1995 : Saveurs, délices et arts : un parcours des sens, Odile Azagury, Ben, Valérie Cartier, Jean-Charles de Castelbajac, Claudine Charammac, Clarisse Denoue, Sylvain Dubuisson, Alain Fleig, Erro, Mette Galatius, Isabel Granollers, Daniel Humair, Patrick Jeffroy, Thierry Lancino, Sylvie Marchand, Mijarès, Antony Miralda, Thierry Muhlaupt, Michel Piet, Frédéric Pigeon, Guy Savoy, Dorothée Selz, Daniel Spoerri, Peter Von Tiesenhausen, Nabila Zein

## Publications
- Art Orienté objet, Co-édition Rurart, Les Abattoirs, le Casino du Luxembourg, Le Magasin, 2012, 284 p.
- Mehdusine, Cédric Tanguy, Arnaud Stinès, Éditions Rurart, 2012, 12p.,  (ISBN 978-2-919157-06-8)
- NO, Global Tour, Santiago Sierra, Francisco Javier San Martin, Pilar Villela Mascaro, Christian Dominguez, français-anglais, Éditions Artium (coproduction Rurart), 2012, 80p.
- Martin uit den Bogaard, Outre vivant, Arnaud Stinès, français-anglais, Éditions Rurart, 2011, 72 pages,  (ISBN 978-2-919157-05-1)
- Michel Blazy, ex croissance, Valérie da Costa, préface Arnaud Stinès, Éditions Rurart, 2010, 28 pages ; 18 x 25,5 cm,  (ISBN 978-2-9526284-9-5) / Michel Blazy, ex croissance (Port-Folio) Éditions Rurart, 2010, 28 pages ; 25,5 x 18 cm,  (ISBN 978-2-919157-01-3).
- Écritures de lumière (Volume 1), Christine Charpentier-Boude, préface Arnaud Stinès, Éditions Rurart, 2010, 112 pages ; 26 x 20 cm,  (ISBN 978-2-919157-00-6).
- Eduardo Kac. Histoire naturelle de l'Énigme, Eleanor Heartney, Hugues Marchal, Steve Tomasula, Henri-Pierre Jeudy, Eduardo Kac, françaisanglais, Éd. Al Dante, 2009 (coproduction Rurart), 2009, 97 pages ; 17 x 23 cm,  (ISBN 9-782847-618860).
- Pourquoi travailler ?, Marielle Belleville, préface Arnaud Stinès, Éditions Rurart, 2008, 80 pages ; 18 x 25,5 cm,  (ISBN 978-2-9526284-8-8).
- Les jeux vidéo rendent-ils accro ?, Actes du colloque éponyme, Serge szarynski, Sébastien Genvo, Éric Leguay, Mélanie Roustan, Phuc Nguyen, Marc Valleur, François Lespinasse, Stéphane Natkin, Arnaud Stinès, Éditions Rurart, 2008, 98 pages,  (ISBN 2-9526284-6-7).
- Pascal Bernier. Les bêtes humaines, Xavier Löwenthal, préface Arnaud Stinès, Éditions Rurart, 2008, 38 pages,  (ISBN 2-9526284-7-5).
- Playtime, (DVD-ROM), Éditions Rurart, 2007.
- Prochain arrêt" (2 volumes), 2006.
- Slimane Raïs. Le jardin des délices, Marielle Belleville, Arnaud Stinès, Éditions Rurart, 2006, 60 pages.
- Circulez, il n'y a rien à voir, Anne Wauters, Isabelle Hersant, Arnaud Stinès, Éditions Rurart, 2006, 48 pages,  (ISBN 2-9526284-0-8).
- Cheikhou bä, Béatrice Comte, 2005.
- Écritures de lumière (volume 2)
- Écritures de lumière 2011 (volume 3), Mylène BLANC, Jean CEREZAL-CALLIZO, Yves COQUEUGNIOT, Judith MILLOT, 2011, 84 pages,  (ISBN 978-2-919157-07-5)

À paraitre

## Direction artistique
- 2018 - aujourd'hui : Sylvie Deligeon
- 2014 - 2018 : James Chaigneaud
- 2004 - 2013 : Arnaud Stinès
- 1995 - 2004 : Monique Stupar

## Partenariats
- Partenaires institutionnels : Ministère de l'Agriculture et de la Souveraineté Alimentaire ; Ministère de la Culture ; Région Nouvelle Aquitaine ; Préfète de la Région Nouvelle Aquitaine ; Département de la Vienne ; Grand Poitiers Communauté Urbaine ; Commune de Rouillé
- Réseau : Rurart est membre du réseau Astre : réseau arts plastiques et visuels en région Nouvelle-Aquitaine.